# Витон (Мисури)
Витон (енгл. Wheaton) град је у америчкој савезној држави Мисури.

## Демографија
По попису из 2010. године број становника је 696, што је 25 (-3,5%) становника мање него 2000. године.
| Група             | 2000.       | 2010.       |
| Белци             | 643 (89,2%) | 612 (87,9%) |
| Афроамериканци    | 1 (0,1%)    | 1 (0,1%)    |
| Азијати           | 0 (0,0%)    | 10 (1,4%)   |
| Хиспаноамериканци | 63 (8,7%)   | 52 (7,5%)   |
| Укупно            | 721         | 696         |